# Кетрон-Айленд (Вашингтон)
Кетрон-Айленд (англ. Ketron Island) — переписна місцевість (CDP) в США, в окрузі Пірс штату Вашингтон. Населення — 20 осіб (2020).

## Географія
Кетрон-Айленд розташований за координатами 47°9′23″ пн. ш. 122°38′3″ зх. д. / 47.15639° пн. ш. 122.63417° зх. д. (47.156281, -122.634125).  За даними Бюро перепису населення США в 2010 році переписна місцевість мала площу 0,89 км², уся площа — суходіл.

## Демографія
Згідно з переписом 2010 року, у переписній місцевості мешкало 17 осіб у 10 домогосподарствах у складі 6 родин. Густота населення становила 19 осіб/км².  Було 19 помешкань (21/км²).
Расовий склад населення:
| - 88,2 % — білих - 5,9 % — чорних або афроамериканців - 5,9 % — осіб інших рас |

До двох чи більше рас належало 0,0 %. Частка іспаномовних становила 5,9 % від усіх жителів.
За віковим діапазоном населення розподілялося таким чином: 5,9 % — особи молодші 18 років, 64,7 % — особи у віці 18—64 років, 29,4 % — особи у віці 65 років та старші. Медіана віку мешканця становила 57,5 року. На 100 осіб жіночої статі у переписній місцевості припадало 142,9 чоловіків;  на 100 жінок у віці від 18 років та старших — 166,7 чоловіків також старших 18 років.
Цивільне працевлаштоване населення становило 0 осіб. 